# Rosie Johanson
Rosie Johanson (* 6. Oktober 1998) ist eine ehemalige  kanadische Tennisspielerin.

## Karriere
Johanson begann mit sechs Jahren das Tennisspielen und bevorzugt Hartplätze. Sie spielte vor allem auf der ITF Women’s World Tennis Tour, wo sie zwei Titel im Doppel gewinnen konnte.

## College Tennis
Von 2016 bis 2021 spielte Johanson für das Damentennis-Team der University of Virginia. 2017 erreichte sie zusammen mit Partnerin Meghan Kelley das Viertelfinale der ITA National Fall Championships 2017. 2021 erreichte sie mit Partnerin Emma Navarro das Halbfinale im Doppel der NCAA Division I Tennis Championships.

## Turniersiege

### Doppel
| Nr. | Datum           | Turnier  | Kategorie   | Belag     | Partnerin         | Finalgegnerinnen                      | Ergebnis |
| --- | --------------- | -------- | ----------- | --------- | ----------------- | ------------------------------------- | -------- |
| 1.  | 23. August 2014 | Winnipeg | ITF $25.000 | Hartplatz | Charlotte Petrick | Maria Fernanda Alves Anamika Bhargava | 6:3, 6:3 |
| 2.  | 20. Juni 2015   | Victoria | ITF $10.000 | Hartplatz | Daniella Silva    | Joanna Mary Smith Kristina N Smith    | 6:3, 6:2 |